# Рейчел Каркер
Рейчел Каркер (9 вересня 1997 , Ґвелф, Онтаріо ) — канадська фристайлістка, бронзова призерка Олімпійських ігор 2022 року.

## Олімпійські ігри
| Рік  | Місто        | Хафпайп |
| ---- | ------------ | ------- |
| 2022 | Пекін, Китай | 3       |

## Чемпіонат світу
| Рік  | Місто      | Хафпайп |
| ---- | ---------- | ------- |
| 2019 | Юта, США   | 4       |
| 2021 | Аспен, США | 2       |